# Riverie
Pour l’article ayant un titre homophone, voir Rivery (homonymie).
Riverie est une commune française, située dans le département du Rhône en région Auvergne-Rhône-Alpes.
Avec une superficie de 42 hectares, Riverie est la plus petite commune du Rhône en superficie et la 12e plus petite de France.

## Géographie

### Localisation
La commune est située à 710 m d’altitude. Elle est environ à 9 kilomètres au sud-ouest de Mornant et 9 kilomètres à l’est de Larajasse.
Riverie fait partie des monts du Lyonnais, situés sur la bordure orientale du Massif central.

### Communes limitrophes
Il ne compte que deux communes limitrophes : Sainte-Catherine et Chabanière.

### Lieux-dits, écarts et quartiers
La commune compte 6 lieux-dits administratifs répertoriés consultables ici : le Bourg, la Grande Combe, le Chatel, le Versieu, les Cotes, les Roches.

### Géologie et relief
Situé sur un éperon rocheux culminant à 734 mètres (Mont Muzard) au-dessus du plateau de Mornant, Riverie est une commune rurale de montagne qui occupe une position stratégique dominant le plateau lyonnais face à la vallée du Rhône et au massif du Pilat. Elle est à proximité de la ligne de partage des eaux Océan Atlantique - Méditerranée.

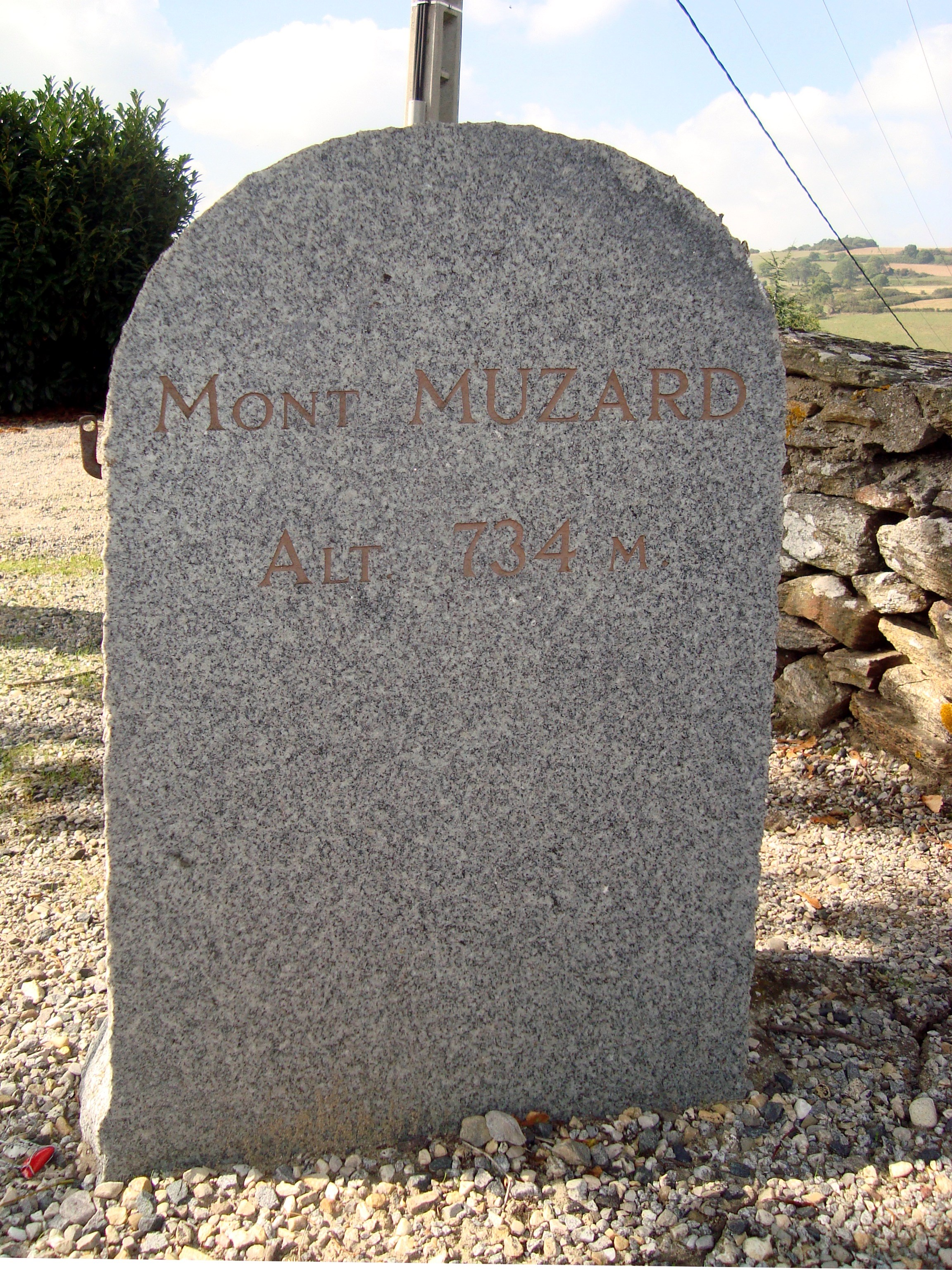

La commune est classée en zone de sismicité 2, correspondant à une sismicité faible.

### Hydrographie
Aucun cours d'eau ne traverse Riverie. Seul un bras du Petit Bozançon (non répertorié par le Sandre) borde la commune au nord ouest.

### Voies de communication et transports

#### Voies de communication
On accède à la commune par :
- par la D 63, de Saint-Sorlin au nord est à 5,6 km ;
- par la D 113, de Saint-André-la-Côte au nord à 4 km ;
- par la D 2, de Sainte-Catherine à l’ouest à 1,6 km et Saint-Didier-sous-Riverie au sud est à 3 km.

#### Transports
La commune est desservie par les lignes d’autocars du réseau Les cars du Rhône Sytral :
- no 572A Saint-Maurice-sur-Dargoire – Saint-Symphorien-sur-Coise ;
- no 575 Sainte-Catherine – Saint-Martin-en-Haut ;
- no 620 Riverie – Saint-Symphorien-sur-Coise.

### Climat
Pour des articles plus généraux, voir Climat d'Auvergne-Rhône-Alpes et Climat du Rhône.
En 2010, le climat de la commune est de type climat océanique dégradé des plaines du Centre et du Nord, selon une étude du Centre national de la recherche scientifique s'appuyant sur une série de données couvrant la période 1971-2000. En 2020, Météo-France publie une typologie des climats de la France métropolitaine dans laquelle la commune est exposée à un climat de montagne ou de marges de montagne et est dans la région climatique  Nord-est du Massif Central, caractérisée par une pluviométrie annuelle de 800 à 1 200 mm, bien répartie dans l’année.
Pour la période 1971-2000, la température annuelle moyenne est de 10,4 °C, avec une amplitude thermique annuelle de 16,8 °C. Le cumul annuel moyen de précipitations est de 946 mm, avec 9,9 jours de précipitations en janvier et 6,9 jours en juillet. Pour la période 1991-2020, la température moyenne annuelle observée sur la station météorologique de Météo-France la plus proche, « Saint-Didier-sous-Riverie », sur la commune de Chabanière à 4 km à vol d'oiseau, est de 11,6 °C et le cumul annuel moyen de précipitations est de 855,5 mm,. Pour l'avenir, les paramètres climatiques de la commune estimés pour 2050 selon différents scénarios d'émission de gaz à effet de serre sont consultables sur un site dédié publié par Météo-France en novembre 2022.

## Urbanisme

### Typologie
Au 1er janvier 2024, Riverie est catégorisée commune rurale à habitat dispersé, selon la nouvelle grille communale de densité à sept niveaux définie par l'Insee en 2022.
Elle est située hors unité urbaine. Par ailleurs la commune fait partie de l'aire d'attraction de Lyon, dont elle est une commune de la couronne,. Cette aire, qui regroupe 397 communes, est catégorisée dans les aires de 700 000 habitants ou plus (hors Paris),.

### Occupation des sols
L'occupation des sols de la commune, telle qu'elle ressort de la base de données européenne d’occupation biophysique des sols Corine Land Cover (CLC), est marquée par l'importance des territoires agricoles (55,7 % en 2018), une proportion identique à celle de 1990 (55,7 %). La répartition détaillée en 2018 est la suivante :
zones agricoles hétérogènes (45,5 %), zones urbanisées (44,3 %), prairies (10,2 %). L'évolution de l’occupation des sols de la commune et de ses infrastructures peut être observée sur les différentes représentations cartographiques du territoire : la carte de Cassini (XVIIIe siècle), la carte d'état-major (1820-1866) et les cartes ou photos aériennes de l'IGN pour la période actuelle (1950 à aujourd'hui).

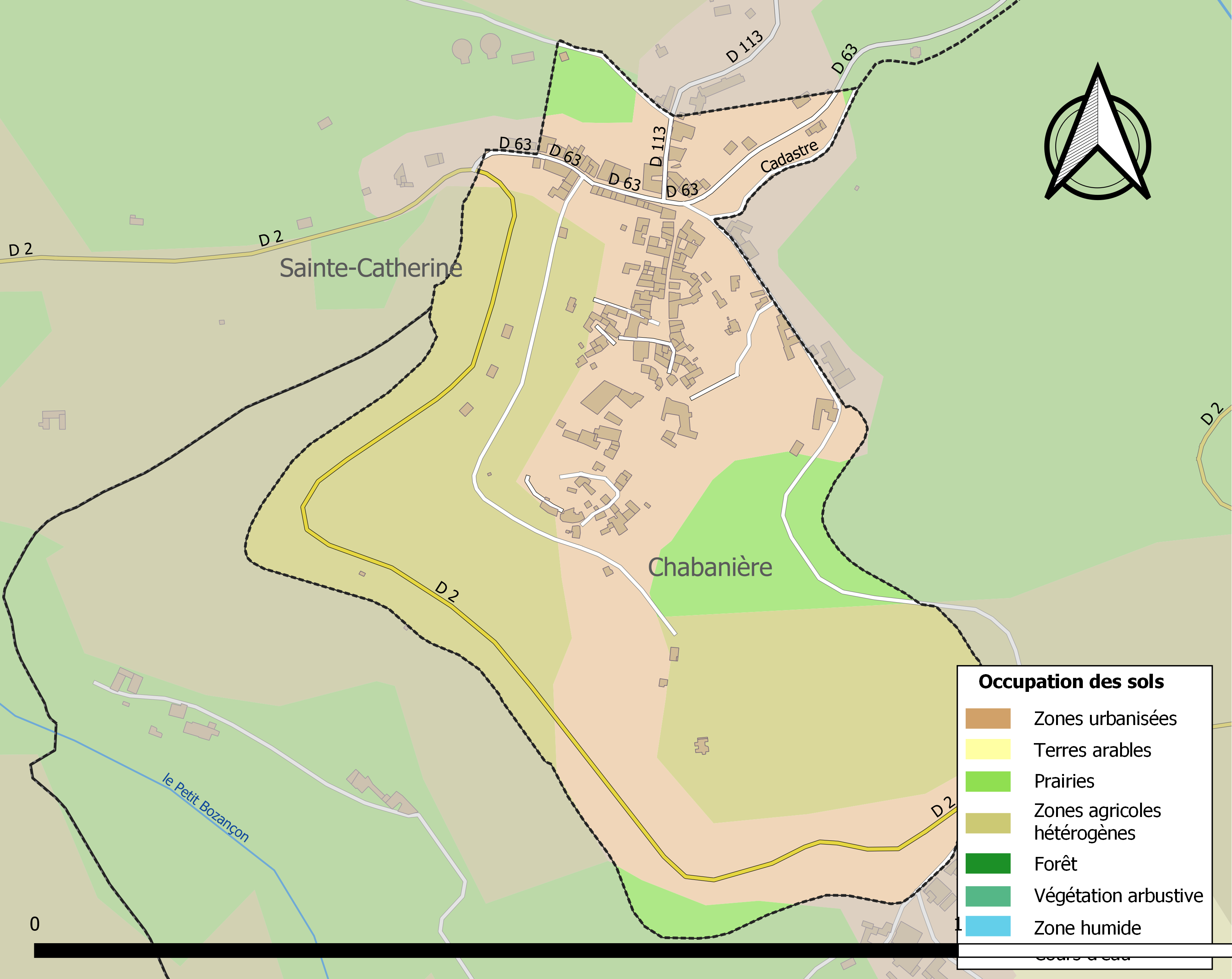
Carte des infrastructures et de l'occupation des sols de la commune en 2018 (CLC).

## Toponymie
Au cours de la Révolution française, la commune porte provisoirement le nom de Beaurepaire.
Les habitants sont appelés les Rampogniaux.

## Histoire

### De l’Antiquité au Moyen Âge
Guillaume de Roussillon, seigneur de Riverie est envoyé en Terre Sainte en 1275 par le roi Philippe III le Hardi. Il meurt dans cette expédition.
Riverie appartient ensuite aux ducs de Bourbon, comtes du Forez, puis à Claude Laurencin, un bourgeois de Lyon.

### Du Moyen Âge à la Révolution
La famille Laurencin vend la baronnie en 1570, à Antoine Camus, échevin, trésorier de France en la Généralité de Lyon. Le château est assiégé et détruit après son ralliement à Henri de Bourbon, héritier du trône de France.
La baronnie est acquise en 1673 par les frères Bénéon, "marchands passementiers" à Saint-Symphorien-le-Château, puis par leur neveu, Jean-Claude Grimod, secrétaire du Roi, en héritage.
En 1789, le baron de Riverie est François, Jean-Jacques Grimod de Bénéon. Il émigre en Suisse en 1791.

### Époque contemporaine
En 1802, Madame de Montherot, fille de François, Jean-Jacques Grimod de Bénéon, devenue veuve, vend ses biens et le château est morcelé entre sept propriétaires.
La commune acquiert l'ensemble du corps central constituant le château entre 1880 et 1963.

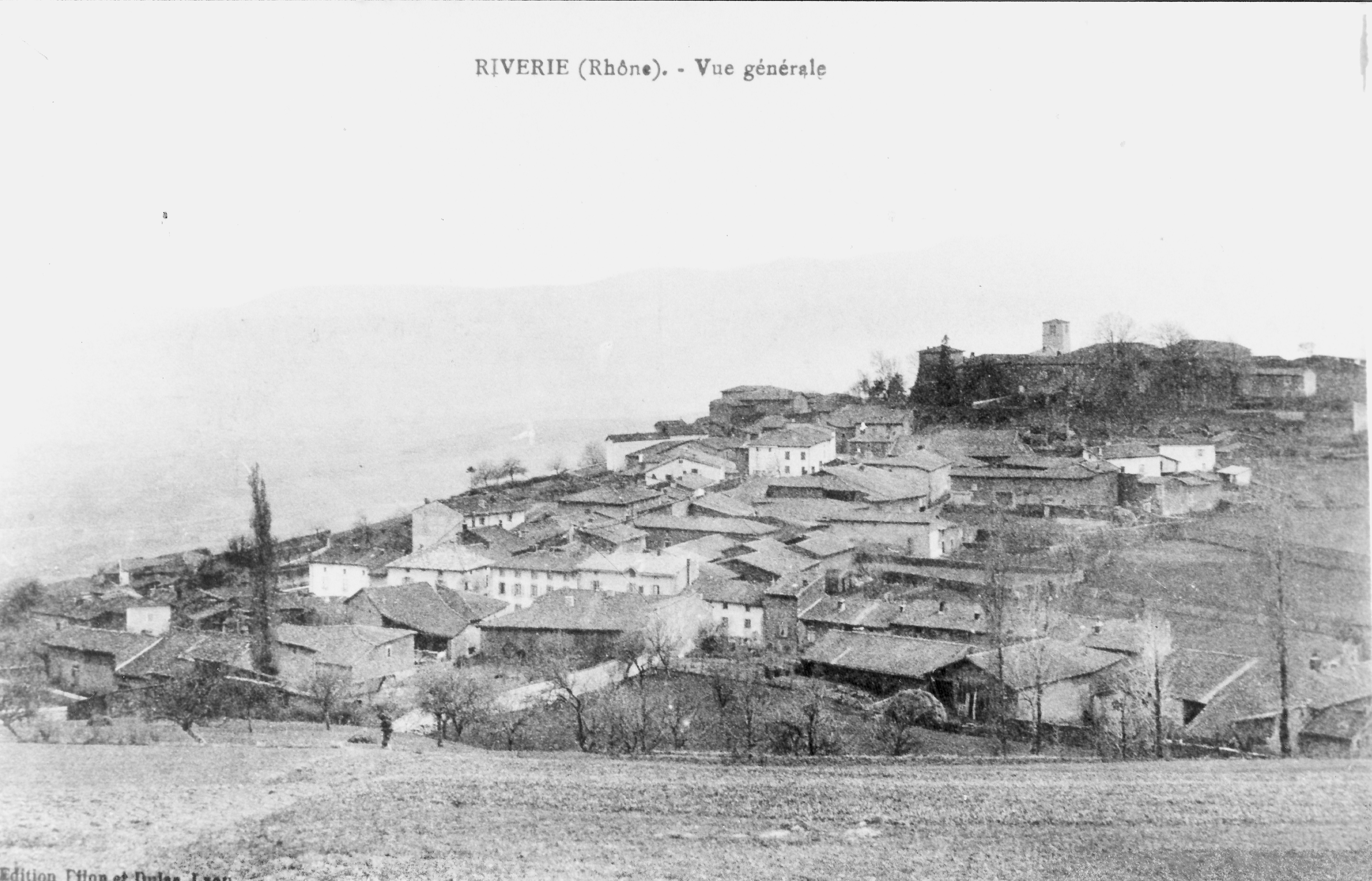
Vue générale au début du XXe siècle.
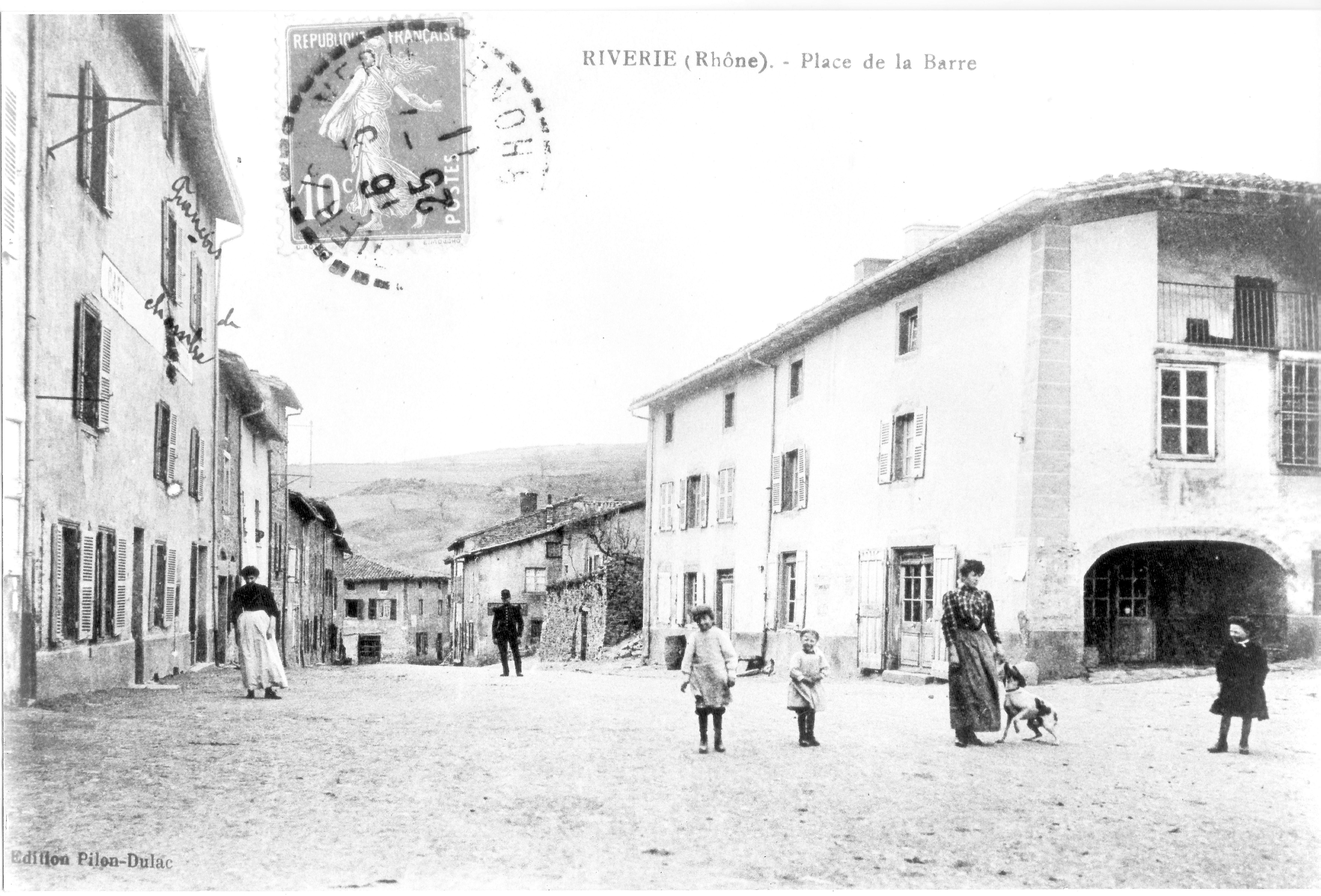
La place de la Barre au début du XXe siècle.

## Politique et administration

### Liste des maires
| Période                                  | Période  | Identité                  | Étiquette | Qualité |
| ---------------------------------------- | -------- | ------------------------- | --------- | ------- |
| 2008                                     | En cours | Isabelle Brouillet        |           |         |
| 1999                                     | 2008     | Pierre Voutay             |           |         |
| 1995                                     | 1999     | Marcel Nouguier           |           |         |
| 1981                                     | 1995     | Pierre Vernay             |           |         |
| 1966                                     | 1981     | Jean Fayolle              |           |         |
| 1945                                     | 1966     | Aimé Billiemaz            |           |         |
| 1943                                     | 1945     | Marcel Pupier             |           |         |
| 1927                                     | 1943     | Antoine Chaumienne        |           |         |
| 1922                                     | 1927     | André Billiemaz           |           |         |
| 1915                                     | 1922     | Jean-Baptiste Pascal      |           |         |
| 1910                                     | 1915     | Jean-Marie Antoine Bruyas |           |         |
| 1908                                     | 1910     | Antoine Vachez            |           |         |
| 1904                                     | 1908     | Pierre Fayolle            |           |         |
| 1863                                     | 1904     | Antoine Vachez            |           |         |
| 1848                                     | 1863     | Benoit Brouillet          |           |         |
| 1846                                     | 1848     | Jean-François Bruyas      |           |         |
| 1843                                     | 1846     | Pierre Vourlat            |           |         |
| 1840                                     | 1843     | Jean-Fleury Ville         |           |         |
| 1832                                     | 1840     | Simon Pascal              |           |         |
| 1830                                     | 1832     | Abraham Chatelard         |           |         |
| 1815                                     | 1830     | Jean-Marie Duport         |           |         |
| 1806                                     | 1815     | Abraham Chatelard         |           |         |
| 1802                                     | 1806     | Fleury Pupier             |           |         |
| 1789                                     | 1802     | Claude Tisson             |           |         |
| Les données manquantes sont à compléter. |          |                           |           |         |

## Population et société

### Démographie
L'évolution du nombre d'habitants est connue à travers les recensements de la population effectués dans la commune depuis 1793. Pour les communes de moins de 10 000 habitants, une enquête de recensement portant sur toute la population est réalisée tous les cinq ans, les populations de référence des années intermédiaires étant quant à elles estimées par interpolation ou extrapolation. Pour la commune, le premier recensement exhaustif entrant dans le cadre du nouveau dispositif a été réalisé en 2007.

En 2022, la commune comptait 307 habitants, en évolution de −2,85 % par rapport à 2016 (Rhône : +3,93 %, France hors Mayotte : +2,11 %).
| 1793 | 1800 | 1806 | 1821 | 1831 | 1836 | 1841 | 1846 | 1851 |
| ---- | ---- | ---- | ---- | ---- | ---- | ---- | ---- | ---- |
| 376  | 379  | 420  | 437  | 541  | 527  | 482  | 506  | 517  |

| 1856 | 1861 | 1866 | 1872 | 1876 | 1881 | 1886 | 1891 | 1896 |
| ---- | ---- | ---- | ---- | ---- | ---- | ---- | ---- | ---- |
| 446  | 407  | 404  | 440  | 432  | 402  | 361  | 331  | 320  |

| 1901 | 1906 | 1911 | 1921 | 1926 | 1931 | 1936 | 1946 | 1954 |
| ---- | ---- | ---- | ---- | ---- | ---- | ---- | ---- | ---- |
| 310  | 298  | 271  | 199  | 189  | 198  | 181  | 193  | 179  |

| 1962 | 1968 | 1975 | 1982 | 1990 | 1999 | 2006 | 2007 | 2012 |
| ---- | ---- | ---- | ---- | ---- | ---- | ---- | ---- | ---- |
| 158  | 200  | 250  | 191  | 208  | 267  | 276  | 277  | 298  |

| 2017 | 2022 | - | - | - | - | - | - | - |
| ---- | ---- | - | - | - | - | - | - | - |
| 322  | 307  | - | - | - | - | - | - | - |

## Culture locale et patrimoine

### Lieux et monuments
- l'église de la Conversion-de-Saint-Paul ;
- le château construit à la fin du XIe siècle, abrite aujourd'hui la mairie, l'école publique, la bibliothèque, des logements et la salle des fêtes ;
- le monument aux morts : il s'agit d'une croix implantée au cimetière et datant de la fin du XIXe siècle qui a été réutilisée par la commune après la Première Guerre mondiale pour honorer les morts de 14-18. À noter qu'une plaque commémorative se trouve également dans l'église du village[3].

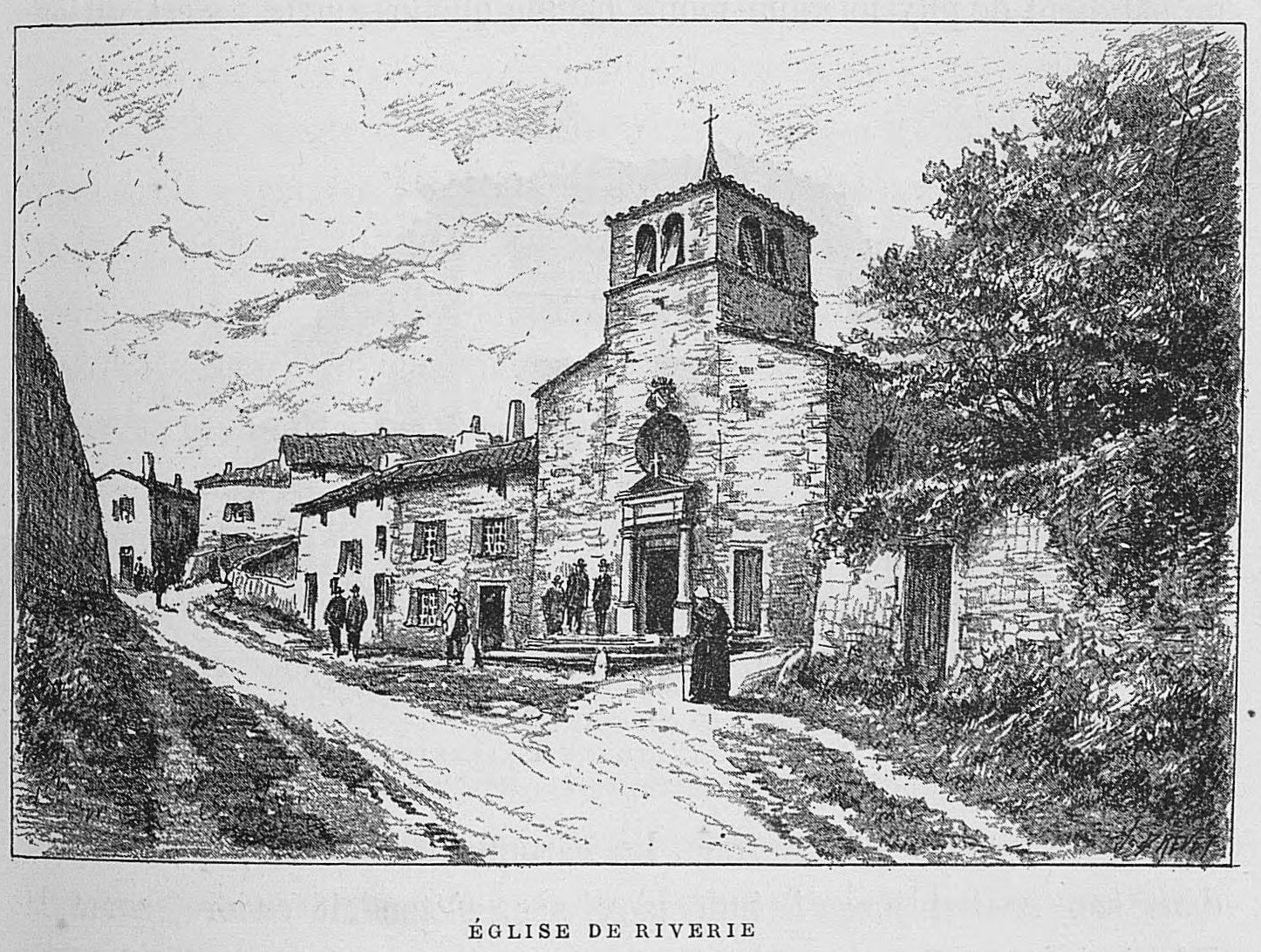
L'église illustrée par Joannès Drevet (1854–1940).
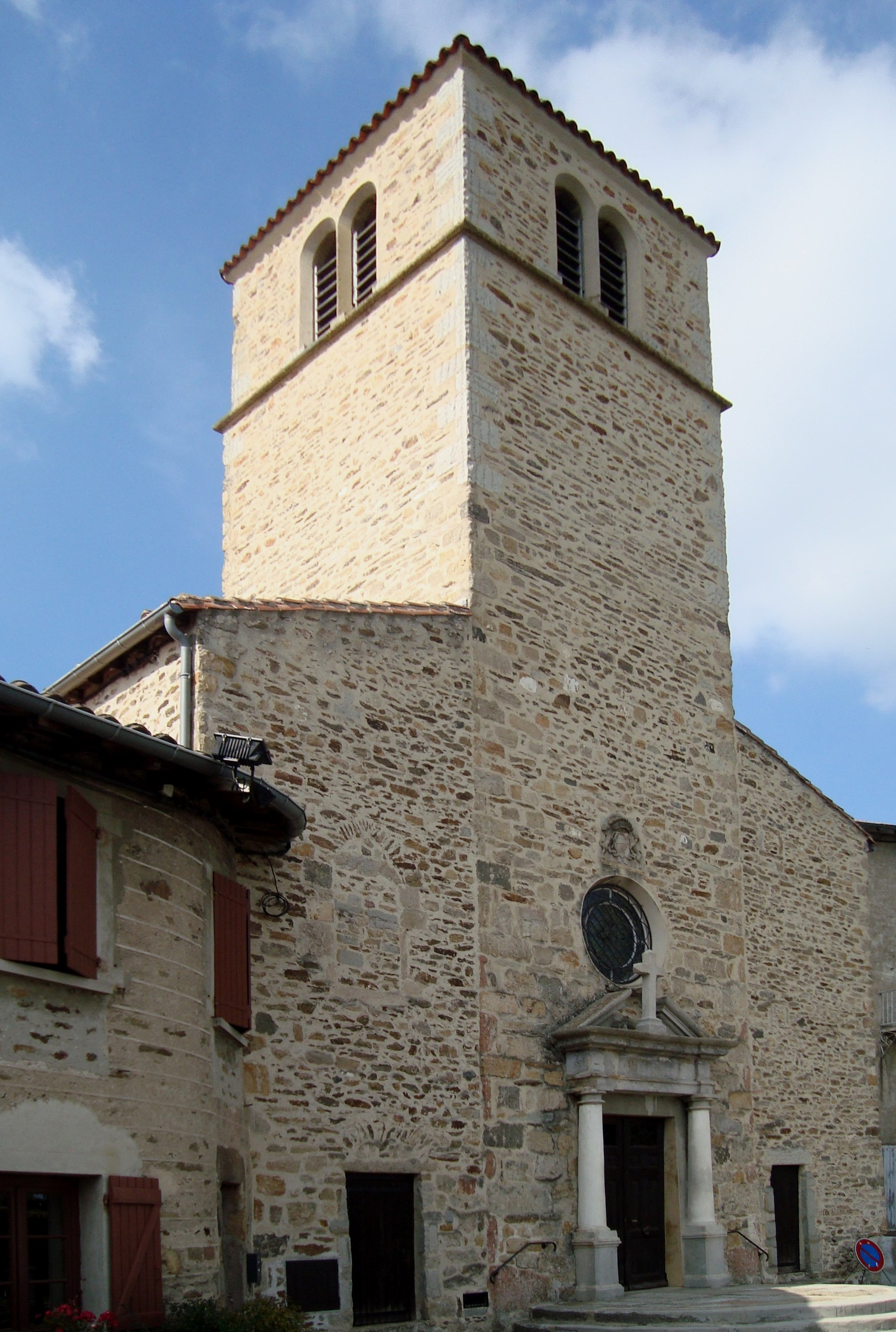
Église de la Conversion en 2009.
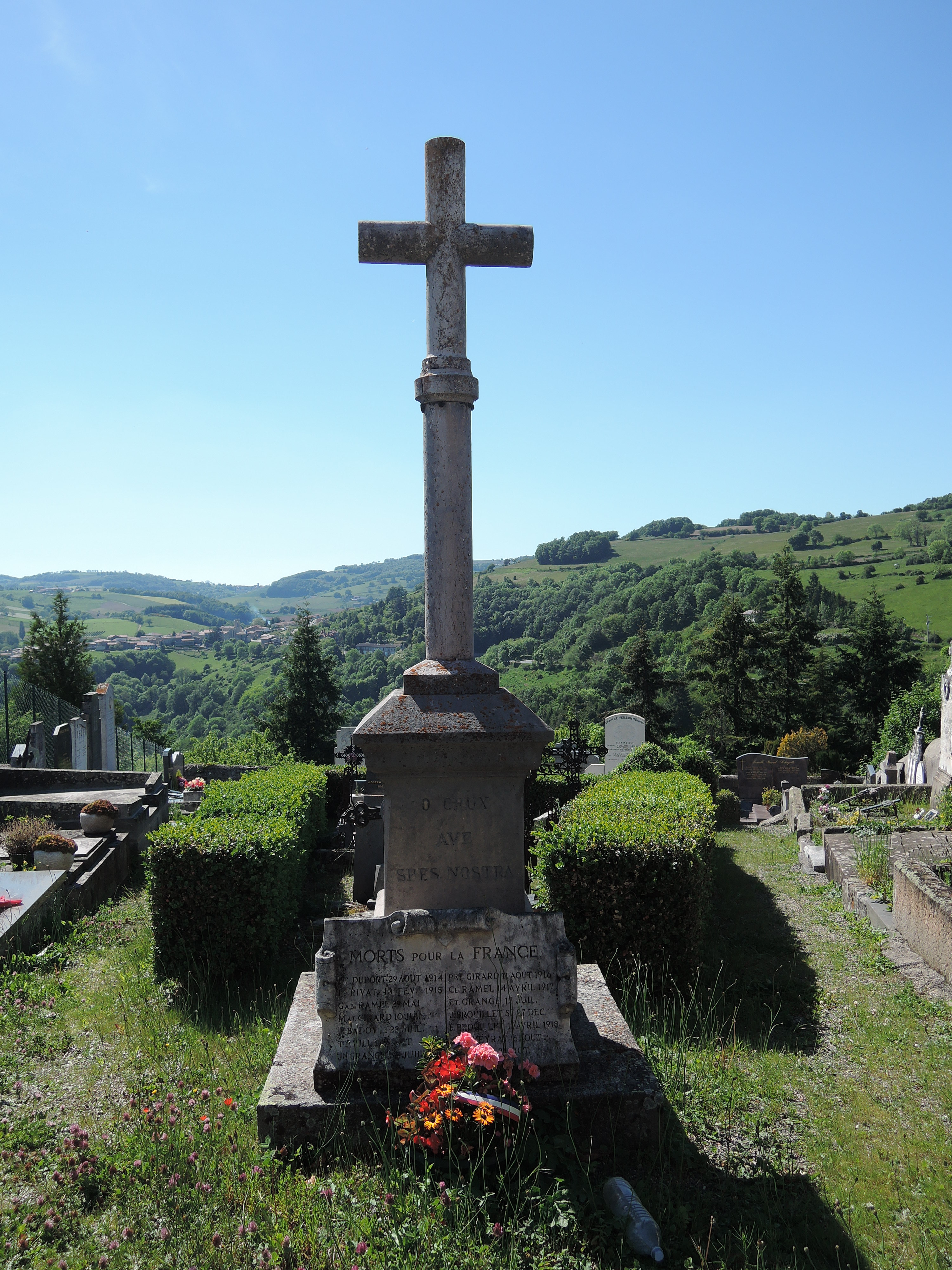
Monument aux morts de Riverie (Rhône), au cimetière. Vue globale.

### Personnalités liées à la commune
- Jean-Marie Achard dit Achard-James, né le 21 aout 1780 à Riverie et mort le 11 décembre 1848 à Lyon, magistrat et membre de l'Académie des sciences, belles-lettres et arts de Lyon.

### Héraldique
|  | La définition héraldique est : d'azur à la fasce d'argent accompagnée de trois étoiles d'or. (adopté en 1967) |